# Roncola
Roncola är en ort och kommun i provinsen Bergamo i regionen Lombardiet i Italien. Kommunen hade 767 invånare (2018).